# 威廉·华莱士 (数学家)
威廉·华莱士（英語：William Wallace，1768年9月23日—1843年4月28日），為苏格兰数学家和天文学家，同時是爱丁堡皇家学会会员和皇家天文学会院士，主要研究几何学，并发现三角形的西姆松定理。同时，他还发明了集電弓。

## 生平
威廉·华莱士出生于苏格兰法夫地区的戴萨特小镇。父亲亚历山大·华莱士是一名皮革制造商，母亲是珍妮特·西姆松。在童年时代，亚历山大教他儿子基本的算数，威廉在11岁之后就没有接受过正规的学校教育。直到16岁，威廉都在小镇中当装订工学徒。1784年，华莱士一家举家搬迁到爱丁堡。他在那里自学数学，在一家书店工作的同时还私下进行数学辅导。他利用闲暇时间参与并旁听了爱丁堡大学的数学课，并发展了几何，代数和天文学方面的兴趣。约翰·罗宾逊和约翰·普莱费尔均教导过威廉——他们都意识到这个年轻人有相当的数学天赋。
1794年，华莱士成为了珀斯学院（苏格兰中学）的数学助理教师。同年，他步入了婚姻殿堂。此时的华莱士开始发表论文，他的第一篇论文发表在1796年的《爱丁堡皇家学会会刊》（Proceedings of the Royal Society of Edinburgh）。1801年－1810年期间，他为《大英百科全书》撰写了代数，圆锥截面，三角学等关于数学和物理科学的文章。
约翰·普莱费尔建议华莱士申请皇家军事学院的教授职位（从1803年起该职位一直空缺），一年后他和另一位苏格兰数学家詹姆斯·艾沃里一起被成功录用。
托马斯·莱伯恩的《数学资料库》是由皇家军事学院的教师们一同编撰的，华莱士很快就加入了投稿行列。除了继续为《不列颠百科全书》和《爱丁堡百科全书》撰写更多文章之外，他还着手为军事学院的学生们编写教科书。
1819年，华莱士被任命为爱丁堡大学的数学教授。此职位原先属于约翰·莱斯利——他在被任命为更负盛名的自然哲学教授之后辞去了该职务。当时，空缺职位的候选人包括了华莱士，罗伯特·霍尔丹以及查尔斯·巴贝奇。爱丁堡大学的主席职位被认为是为苏格兰人所设置的席位。因此，作为英国人的查尔斯·巴贝奇虽然有同为苏格兰数学家的艾沃里支持，但还是并没有被考虑。华莱士得到了前主席莱斯利的支持。而罗伯特·霍尔丹则在因为政治原因而得到圣安德鲁斯大学的职位后希望在爱丁堡大学的席位之争中复制此成功。
华莱士得到许多人的推荐，包括约翰·普莱费尔，杜格尔德·斯图尔特，内维尔·马斯克林，查尔斯·赫顿，弗雷德里克·赫谢尔以及弗朗西斯·马塞雷斯。莱斯利还写了一封支持信。华莱士在直接投票中以18对10票胜出，击败了霍尔丹。
上任后，华莱士很快对爱丁堡大学的教学产生影响。他决定使用普莱费尔编撰的几何原本替代原先使用的莱斯利的书。这使得莱斯利的态度急转直下——他后悔自己支持了华莱士而不是霍尔丹，甚至后悔自己辞去了数学主席的职务。两人的争端在凯雷写给朋友的信中可见一斑：“…我今天去看望的华莱士是一个大约50岁的人，个子矮小，光头，一副冷酷而聪明的面孔。他的态度直率；他说话带着苏格兰口音，我无法断言或否认，如果他不做作、耐心的举止伴随着哲学思考的表现的话——他肯定会成为公众的最爱。据说莱斯利和他正处于战斗的前夜——因为莱斯利编写的《几何原本》和二阶曲线将被普莱费尔的《几何原本》取代！格言说，爱我，爱我的狗——；更应该说：爱我，爱我的书。你看，科学和宗教一样，有时也会被教授之间的不和所困扰。除了希望这些有价值的人得到公平的待遇而不受任何恩惠之外，我们还有什么好说的呢？” 
华莱士的工作是关于几何学的。西姆松定理首先出现在他在1799年发表的论文中。华莱士写道：“…如果4条线相交形成4个三角形（依次省略一条线），则三角形的外接圆有一个共同点…”该定理被威廉·克里福德所概括。
华莱士另外的成就和最重要的贡献在于他对欧洲大陆微积分的提倡——他是英国第一个这样做的人。在1810年发表在《不列颠百科全书》上的《微积分》（Fluxions）一文的序言中，他写道：“…在解释该方法的基础时，我们努力表明它依赖于纯粹的分析，即极限比率理论，在这种情况下，该主题可以被视为纯数学的一个分支，而没有机会引入任何几何学以外的思想...” 
在这篇文章中，华莱士使用了牛顿的符号。但是在1815年出版的《爱丁堡百科全书的微积分》中，他使用了莱布尼茨的微分符号——他是第一个用微分符号写了一片关于微积分的英文论文的人。在《致约翰·皮科克的一封信》中，华莱士指出他在英国引入微分符号的贡献——然而皮科克似乎选择忽略。取而代之的是，皮科克声称微分符号在英国的引入的主要贡献者是剑桥数学家们，尤其是分析学会成员们。
华莱士还发明了集电弓，那是一种以缩小或放大的比例复制几何形状的工具。除了数学论文之外，他还在《皇家天文学会学报》上发表了天文学论文。
1838年，由于身体状态持续欠安，华莱士退休。他担任了爱丁堡数学主席这一职务近20年。虽然并没有证据表明他在原创研究上作出很多贡献，但他还是以优秀教师的身份而闻名，其学生中有玛丽·萨默维尔。事实上，他的健康状况于1835年开始急轉直下，在任教的最后3年，他甚至没有上台教书。而在他退休后，他的身体状况得到明显改善：“…经过三年多的隐居，大部分时间被限制在床上，我又出现了…在人类生存的舞台上。尽管我无法行走，几乎无法站立，但我从未停止思考[并写关于几何和圆锥曲线的书]…我的康复在这里是一个相当普遍的现象…今天，我在凯兰先生的陪同下，成功地担任了这里的数学教授，登上了800英尺高的亚瑟王宝座…”
华莱士的健康并没有持续很长时间。他于1843年，即退休5年后，在爱丁堡南侧劳里斯顿巷6号的家中逝世。

## 贡献
华莱士的贡献主要為数学资料的编撰。他参与了托马斯·莱伯恩的《数学资料库》的编写工作，并在《大英百科全书（第四版）》和《爱丁堡百科全书》中编写了数篇关于数学文章。他还未《爱丁堡皇家学会学报》撰写了许多重要论文。
- 华莱士主要研究几何领域。
  - 1799年，他第一个发表西姆松线概念。
  - 1807年，他证明了一个关于面积相等的多边形，后来被称为华勒斯·波埃伊·格维也纳定理[12]（Wallace-Bolyai-Gerwien theorem）
- 华莱士还是最早引入和促进欧洲大陆版微积分来到英国的数学家之一。
- 华莱士同样从事天文学的研究，他是缩放绘图仪（eidograph）的发明者，并引出了集電弓。

## 作品
- 关于圆锥截面的几何论及其求积公式的附录 A Geometrical Treatise on the Conic Sections with an Appendix Containing Formulae for their Quadrature[13]（1838年）
- 几何定理和解析公式及其在某些大地测量问题求解中的应用及附录 Geometrical Theorems and Analytical Formulae with their application to the Solution of Certain Geodetical Problems and an Appendix [14]（1839年）

### 連結
1. 1 2  .   [2023-07-03]. （原始内容存档于2018-10-01）. Leslie had been the professor of mathematics at Edinburgh since 1805, but he resigned the chair when appointed to the more prestigious post of professor of natural philosophy. Candidates for the vacant chair included Wallace, Haldane (who was professor at St Andrews) and Charles Babbage. The Edinburgh chair was considered to be the leading mathematics chair for a Scot to hold, and certainly the Englishman Babbage was not seriously considered although he was supported by Ivory. Wallace was supported by Leslie, the previous occupant of the chair, while Haldane had been successful in obtaining the St Andrews chair on political grounds in preference to considerably more talented mathematicians (including Wallace and Ivory) and hoped to repeat the same success again.
2. ↑  . Mathematical Gazetteer of the British Isles.   [2023-07-03]. （原始内容存档于2023-07-04）. William Wallace (1768-1843) was assistant teacher of mathematics at Perth Academy, Perth, in 1794-1803
3. ↑  .   [2023-07-03]. （原始内容存档于2023-06-28）. James Ivory (1765-1842: professor 1804-1816) and William Wallace (1768-1843) were Professors at the Royal Military Academy, which subsequently became Sandhurst
4. ↑  .   [2023-07-03]. （原始内容存档于2018-10-01）. Wallace had an impressive collection of testimonials including ones written by Playfair, Dugald Stewart, Maskelyne, Charles Hutton, William Herschel and Maseres. Leslie also wrote a letter of support. In a straight vote between Wallace and Haldane, Wallace was appointed by 18 votes to 10. He soon made an impact on the teaching at Edinburgh, deciding to change from using Leslie's book to teach instead from Playfair's edition of Euclid's Elements. This really annoyed Leslie who now regretted that he had supported Wallace over Haldane and even regretted resigning the mathematics chair himself.
5. ↑  Craik, Alex D. . Historia Mathematica. 2000, 27: 133–163  [2023-07-04]. doi:10.1006/hmat.1999.2264. （原始内容存档于2023-06-25）.
6. ↑  .   [2023-07-03]. （原始内容存档于2023-01-28）.
7. ↑  . Mathematical Gazetteer of the British Isles.   [2023-07-03]. （原始内容存档于2023-07-04）. Wallace produced the article Fluxions for Brewster's Edinburgh Encyclopedia in 1815, which, despite its title, was the first complete account of the calculus in differential notation in English -186 pages of small print.
8. ↑  Craik, Alex D. . Historia Mathematica. 1999, 26 (3): 239–267  [2023-07-04]. doi:10.1006/hmat.1999.2250. （原始内容存档于2023-07-04）.
9. ↑  Panteki, M. . Historia Mathematica: 119–132.   [2023-07-04]. doi:10.1016/0315-0860(87)90016-4. （原始内容存档于2023-07-04）.
10. ↑  Craik, Alex D. . Historia Mathematica. 1999, 26 (3): 239–267  [2023-07-04]. doi:10.1006/hmat.1999.2250. （原始内容存档于2023-07-04）.
11. ↑  . Edinburgh: Post Office.
12. ↑  Stewart, Ian.  3. New York: Oxford University Press. 1996: 169.
13. ↑  Wallace, William. . Edinburgh: Edinburgh, A. and C. Black. 1837.
14. ↑  Wallace, William. . 1839.

### 來源
- 本条目包含来自公有领域出版物的文本: Chisholm, Hugh (编). .  28 (第11版). London: Cambridge University Press: 278. 1911.

## 外部連結
- 約翰·J·奧康納; 埃德蒙·F·羅伯遜, ,  （英语）
- 威廉·華萊士的簡略傳記 （页面存档备份，存于）（蘇格蘭地名詞典（英语：Gazetteer for Scotland））